# Augustus Beeby
Augustus Richard Beeby (* 24. Januar 1889 in Ashbourne, Derbyshire; † 1974) war ein englischer Fußball-Torwart.
Augustus Beeby begann seine Karriere bei einem Amateurverein in Derby. Nachdem er 1908 zum FC Liverpool gewechselt war, bestritt er in den Spielzeiten 1909/10 und 1910/11 der First Division insgesamt 16 Partien für den Verein. Er begann die Saison 1910/11 als erster Tormann der Mannschaft, verlor diesen Platz aber noch vor Jahresende an den erfahreneren Sam Hardy.
Im Mai 1911 wechselte Beeby zu Manchester City.